# FRED Film Radio
FRED (acronimo di Film Radio Entertainment & Dialogue) è una stazione radio online multicanale, con sede a Londra, che si occupa di cinema indipendente e di festival cinematografici internazionali. Obiettivo di FRED è promuovere e comunicare l'esperienza dei festival cinematografici, fornendo informazioni - da qui lo slogan "The Festival Insider" - e intervistando attori, registi, sceneggiatori e altre figure professionali coinvolte nella realizzazione, produzione e distribuzione dei film; allo stesso tempo obiettivo di FRED è diffondere l'interesse per il cinema indipendente, in lingue diverse e tra culture diverse.
FRED trasmette online, tramite app su telefoni cellulari e altri dispositivi mobili e i suoi contenuti sono disponibili anche in forma di podcast scaricabili dalle più note piattaforme.

## Storia
FRED è stata avviata dal suo fondatore, Federico Spoletti , alla Mostra Internazionale del Cinema di Venezia nell'agosto 2011 , inizialmente con tre canali: uno in inglese, uno in italiano e FRED Extra, che trasmette conferenze stampa e seminari. FRED da allora è cresciuta fino a includere 29 canali: ai canali originali in inglese e italiano si sono aggiunti quelli in tedesco, polacco, spagnolo, francese, portoghese, rumeno, sloveno, cinese, coreano, giapponese, arabo, bulgaro, croato, lettone, danese, ungherese, olandese, greco, ceco, lituano, slovacco, islandese e anche un canale in lingua sarda (sardu) . A questi si affiancano i canali tematici FRED Industry, FRED Education and FRED Entertainment.
FRED trasmette da numerosi festival in varie parti del mondo, da quelli di nicchia ai maggiori festival riconosciuti a livello internazionale, tra cui Cannes, Berlino, Venezia, Londra, Torino, Roma, Tribeca e Sydney. Attualmente è la web station internazionale ufficiale della Mostra Internazionale d'Arte Cinematografica di Venezia  e copre le diverse sezioni del festival, in partnership con il Venice Production Bridge e con le sezioni indipendenti "Giornate degli Autori" e Settimana Internazionale della Critica. L'elenco delle media partnership attuali e passate di FRED comprende Torino Film Festival, Taormina Film Fest, Spanish London Film Festival, Cinema du Reel, Berlinale Talents, Talents Sarajevo, Young Audience Awards, Europa Distribution, Filming Italy Los Angeles, Sydney Film Festival e Lovers Film Festival.

## Programmi
The Soup of The Day: programma del mattino che parla di festival cinematografici, di iniziative legate al cinema, di serie TV e di tanto altro;
Big Fred Tuesday: un resoconto settimanale delle notizie dal mondo del cinema, con interviste a vari ospiti internazionali;
Wicip: il primo progetto per la promozione internazionale del cinema italiano scritto, prodotto e diretto da donne;
The Dream Syndicate: un podcast in collaborazione con il Sindacato Nazionale Critici Cinematografici Italiani che propone highlights dagli eventi dell'associazione, interviste esclusive e le voci dei critici che commentano le uscite più significative e raccontano il mondo dei festival dall'interno;
Accessible Cinema: un programma sull'accessibilità dei media, su come il cinema e lo spettacolo dal vivo sono resi accessibili alle persone con disabilità sensoriali.
FRED è attivamente coinvolto in progetti sull'accessibilità dei media ed è partner di Media For All, un gruppo di ricerca transmediale che si occupa di varie forme di traduzione audiovisiva e di accessibilità, qualità e tecnologia dei media, e con ARSAD, Seminario di ricerca avanzata sulla descrizione audio.

## Progetti
Nel 2015 FRED ha avviato il progetto multilingue e multiculturale "Fred at School", finanziato in parte dal Programma Europea Creativa, un percorso di alfabetizzazione al cinema e all'audiovisivo   pensato per avvicinare i giovani al cinema europeo.  Ha coinvolto studenti della scuola secondaria superiore di otto Paesi europei e l'uso di sottotitoli e audiodescrizioni ha permesso di includere nel progetto anche studenti con disabilità visive e uditive. I partecipanti hanno assistito alla proiezione di quattro film selezionati tra i finalisti del Premio LUX del Parlamento europeo  e hanno poi registrato clip audio con i loro commenti ai film che sono state trasmesse dalla piattaforma radio di FRED; infine hanno scelto il film vincitore.
FRED è attivamente coinvolto in progetti sull'accessibilità dei media ed è partner di Media For All, un gruppo di ricerca transmediale che si occupa di varie forme di traduzione audiovisiva e di accessibilità, qualità e tecnologia dei media, e collabora con ARSAD, Seminario di ricerca avanzata sulla descrizione audio. FRED è inoltre media partner di INCinema, il primo festival di cinema inclusivo in Italia , pensato per rendere il cinema accessibile alle persone con disabilità sensoriali. Il festival ha preso avvio nell'ottobre 2023 a Firenze, proseguendo poi il tour nazionale nelle città di Lecce, Roma, Udine, Bologna, Torino, Milano e Trieste.  Tutti i film in programma sono presentati con i sottotitoli per le persone sorde e ipoacusiche e l’audiodescrizione per le persone cieche e ipovedenti ed anche le attività collaterali tipiche dei festival, come masterclass, incontri con gli autori e Q&A con attori e registi, hanno la trascrizione in tempo reale, in modo da essere accessibili anche al pubblico con disabilità uditiva.

## FRED Award
Il premio FRED è uno speciale riconoscimento che viene assegnato ad attori, registi e operatori del settore che promuovono il cinema indipendente e lo scambio interculturale.
Ecco l'elenco dei vincitori:
| 2024 |  | Luca Marinelli                                    |
| 2023 |  | Lola Dueñas, Richard Linklater                    |
| 2022 |  | Alessandro Borghi, Céline Sciamma, Tessa Thompson |
| 2021 |  | Alba Rohrwacher                                   |
| 2020 |  | Jasmine Trinca, Matt Dillon                       |
| 2019 |  | Haifaa al-Mansour                                 |
| 2018 |  | Willem Dafoe                                      |
| 2017 |  | Pablo Larraín                                     |
| 2016 |  | Joaquim Lafosse                                   |